# Härnö landskommun
Härnö landskommun var en tidigare kommun i Västernorrlands län. Centralort var Solumshamn.

## Administrativ historik
Härnö landskommun inrättades i dåvarande Härnö socken i Ångermanland när 1862 års kommunalförordningar trädde i kraft den 1 januari 1863. 
Den upphörde dock redan efter tio år, då den inkorporerades i Härnösands stad den 1 januari 1873..

## Kommunvapen
Härnö landskommun förde inte något vapen.

### Fotnoter
1. ↑  Per Andersson: Sveriges kommunindelning 1863-1993, Draking, Mjölby 1993, ISBN 91-87784-05-X, s. 90